# Catalunya – Paraguai (28-12-2005)
La selecció catalana de futbol disputà un partit amistós contra la selecció del Paraguai el 28 de desembre del 2005 al Camp Nou de Barcelona, davant de 33.000 espectadors, que acabà amb empat 1-1.

## Fitxa tècnica
| Catalunya            | 1 - 1                      | Paraguai        |
| -------------------- | -------------------------- | --------------- |
| Jonathan Soriano 58' | Mundo Deportivo L'Esportiu | 68' Dante López |

| Catalunya | Paraguai |

| CATALUNYA:     |  |                   |  |  |  |  |
|                |  |                   |  |  |  |  |
| PO             |  | Víctor Valdés     |  |  |  |  |
| PO             |  | Francesc Arnau    |  |  |  |  |
| DF             |  | Oleguer Presas    |  |  |  |  |
| DF             |  | Curro Torres      |  |  |  |  |
| DF             |  | Joan Capdevila    |  |  |  |  |
| DF             |  | Alberto Lopo      |  |  |  |  |
| DF             |  | Damià Abella      |  |  |  |  |
| DF             |  | Ramon de Quintana |  |  |  |  |
| DF             |  | Bruno Saltor      |  |  |  |  |
| CC             |  | Sergio González   |  |  |  |  |
| CC             |  | Roger Garcia (c)  |  |  |  |  |
| CC             |  | Albert Celades    |  |  |  |  |
| CC             |  | Pep Guardiola     |  |  |  |  |
| CC             |  | Jordi López       |  |  |  |  |
| CC             |  | Òscar Serrano     |  |  |  |  |
| DV             |  | Sergio García     |  |  |  |  |
| DV             |  | Ferran Corominas  |  |  |  |  |
| DV             |  | Antoni Pinilla    |  |  |  |  |
| DV             |  | Marc Sellarés     |  |  |  |  |
| DV             |  | Jonathan Soriano  |  |  |  |  |
| Seleccionador: |  |                   |  |  |  |  |
| Pere Gratacós  |  |                   |  |  |  |  |

| PARAGUAI:      |  |                   |  |  |
|                |  |                   |  |  |
| PO             |  | Derlis Gómez      |  |  |
| DF             |  | Paulo da Silva    |  |  |
| DF             |  | Ángel Martínez    |  |  |
| DF             |  | Miguel Paniagua   |  |  |
| DF             |  | Delio Toledo      |  |  |
| DF             |  | Edgard Balbuena   |  |  |
| DF             |  | Jorge Núñez       |  |  |
| DF             |  | Carlos Gamarra    |  |  |
| CC             |  | Roberto Acuña (c) |  |  |
| CC             |  | Cristian Riveros  |  |  |
| CC             |  | Julio dos Santos  |  |  |
| CC             |  | Walter Fretes     |  |  |
| CC             |  | José Montiel      |  |  |
| CC             |  | Édgar Robles      |  |  |
| DV             |  | Dante López       |  |  |
| DV             |  | Santiago Salcedo  |  |  |
| Seleccionador: |  |                   |  |  |
| Aníbal Ruiz    |  |                   |  |  |